# 宇都宮宗泰
宇都宮 宗泰（うつのみや むねやす）は、南北朝時代の武将。伊予宇都宮氏2代当主。
豊前宇都宮氏の宇都宮頼房の次男で、伊予宇都宮氏の祖となった宇都宮豊房には嗣子が無く豊房の養子に入り、伊予宇都宮氏の家督を継ぐ。